# Копша Маре (Сибињ)
Копша Маре (рум. Copșa Mare) насеље је у Румунији у округу Сибињ у општини Биертан. Oпштина се налази на надморској висини од 426 m.

## Становништво
Према подацима из 2002. године у насељу је живело 1021 становника.

### Попис2002.
| Расподела становништва по националности 2002.‍ | Расподела становништва по националности 2002.‍ | Расподела становништва по националности 2002.‍ | Расподела становништва по националности 2002.‍ | Расподела становништва по националности 2002.‍ |
| --------------------------------------------- | --------------------------------------------- | --------------------------------------------- | --------------------------------------------- | --------------------------------------------- |
|                                               |                                               |                                               |                                               |                                               |
| Румуни                                        | Румуни                                        |                                               | 532                                           | 52,1%                                         |
| Мађари                                        | Мађари                                        |                                               | 33                                            | 3,2%                                          |
| Роми                                          | Роми                                          |                                               | 384                                           | 37,6%                                         |
| Немци                                         | Немци                                         |                                               | 72                                            | 7,1%                                          |